# Jesús Pereda
Jesús Pereda właśc. Jesús María Pereda Ruiz de Temiño (ur. 15 czerwca 1938, Burgos, zm. 27 września 2011, Barcelona) – hiszpański piłkarz, grający na pozycji napastnika. Najdłużej występował w klubie FC Barcelona, gdzie rozegrał 409 spotkań i strzelił 107 bramek. Z reprezentacją Hiszpanii został mistrzem Europy 1964, zdobywając bramki w półfinale i finale.

## Kluby
- Real Madryt: 1957–1958.
- Real Valladolid: 1958–1959.
- Sevilla FC 1959–1961.
- FC Barcelona: 1961–1969.
- CE Sabadell: 1969–1970.

## Tytuły klubowe
- 2 x Puchar Hiszpanii: 1963 i 1968 – FC Barcelona.
- 1 x Puchar UEFA: 1966 – FC Barcelona.